# Старая мечеть (Эдирне)
Старая мечеть (тур. Eski Camii) — османская мечеть начала XV века в Эдирне (бывший Адрианополь), Турция.

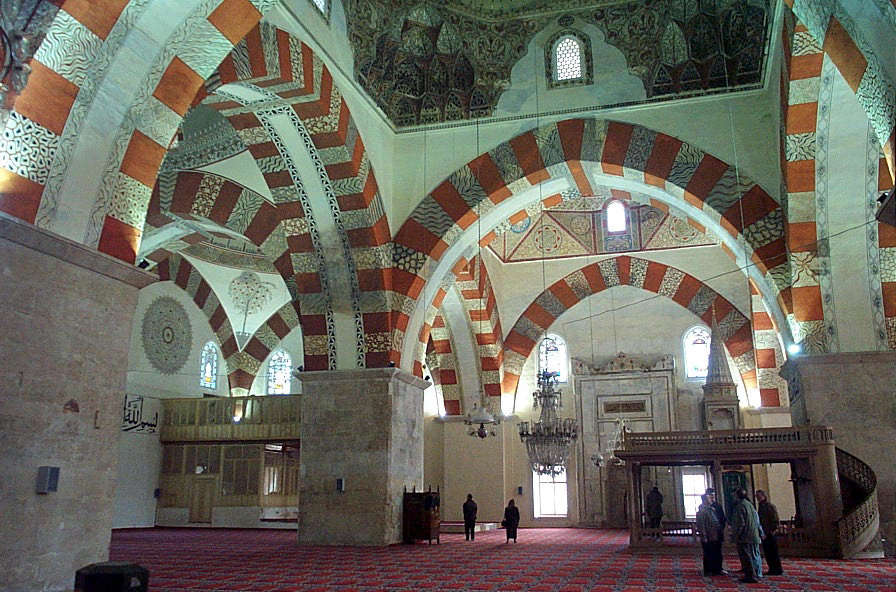
Интерьер мечети

## История
Построена по приказу эмира Сулеймана Челеби и завершена под управлением его брата султана Мехмеда I. Мечеть расположена в историческом центре города, рядом с рынком и другими известными историческими мечетями — мечетью Селимие и мечетью Юч Шерефели. Мечеть покрыта 9 куполами, поддерживаемыми четырьмя колоннами. Изначально имела один минарет, более высокий был построен Мурадом II. Внутри мечети можно увидеть большие работы по каллиграфии.

## Галерея

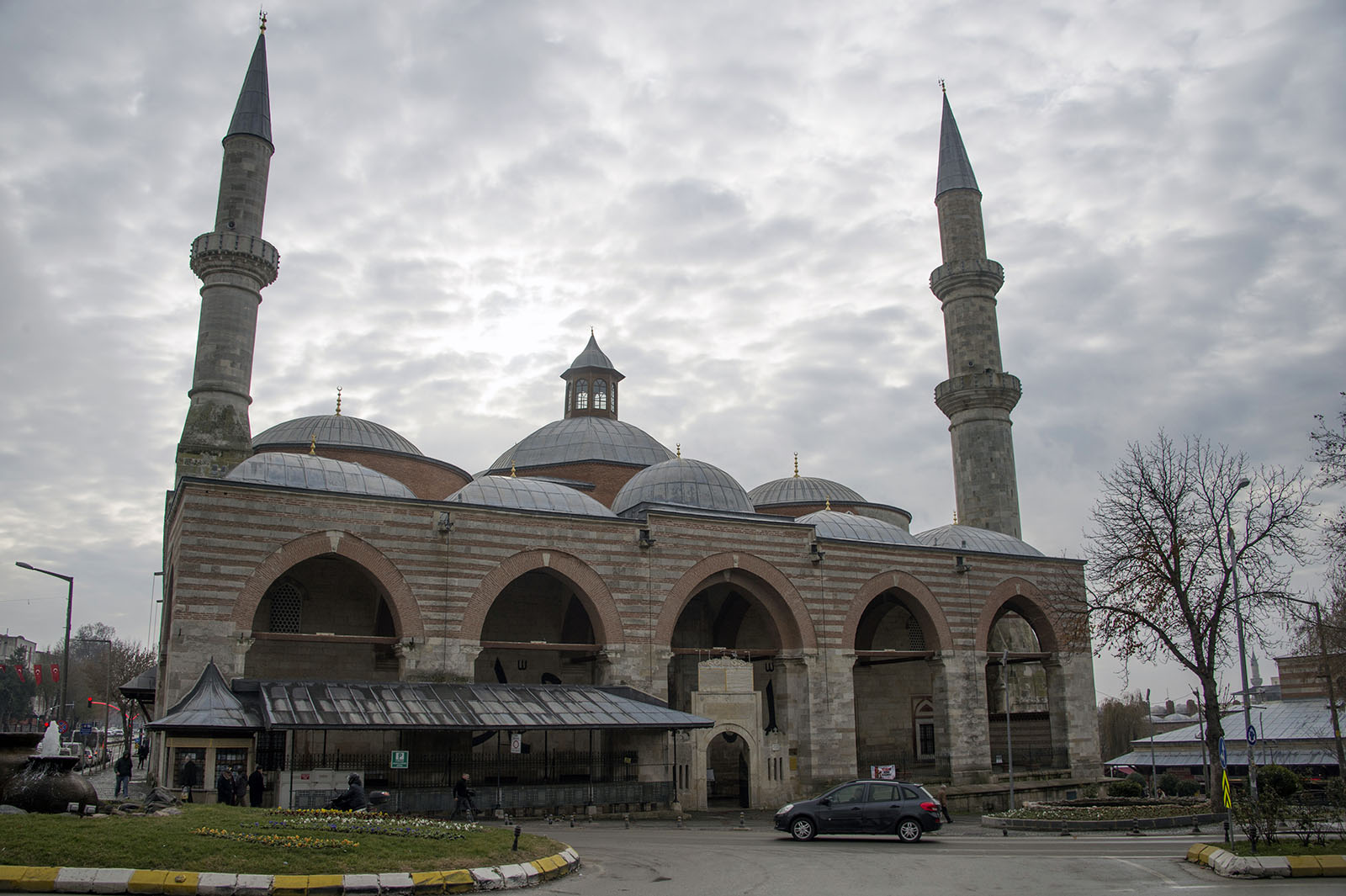
Старая мечеть Эдирне спереди
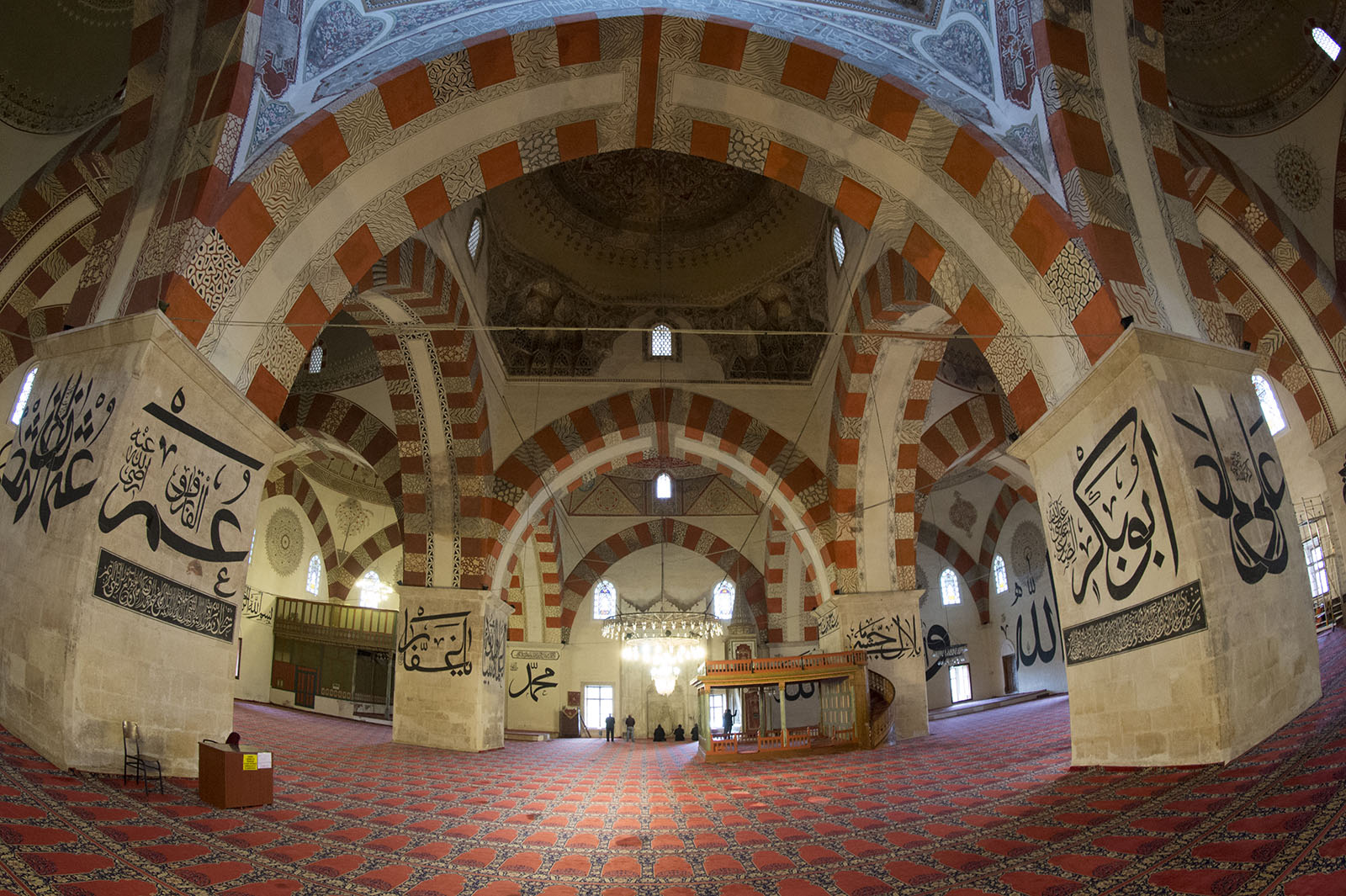
Эдирне, старая мечеть
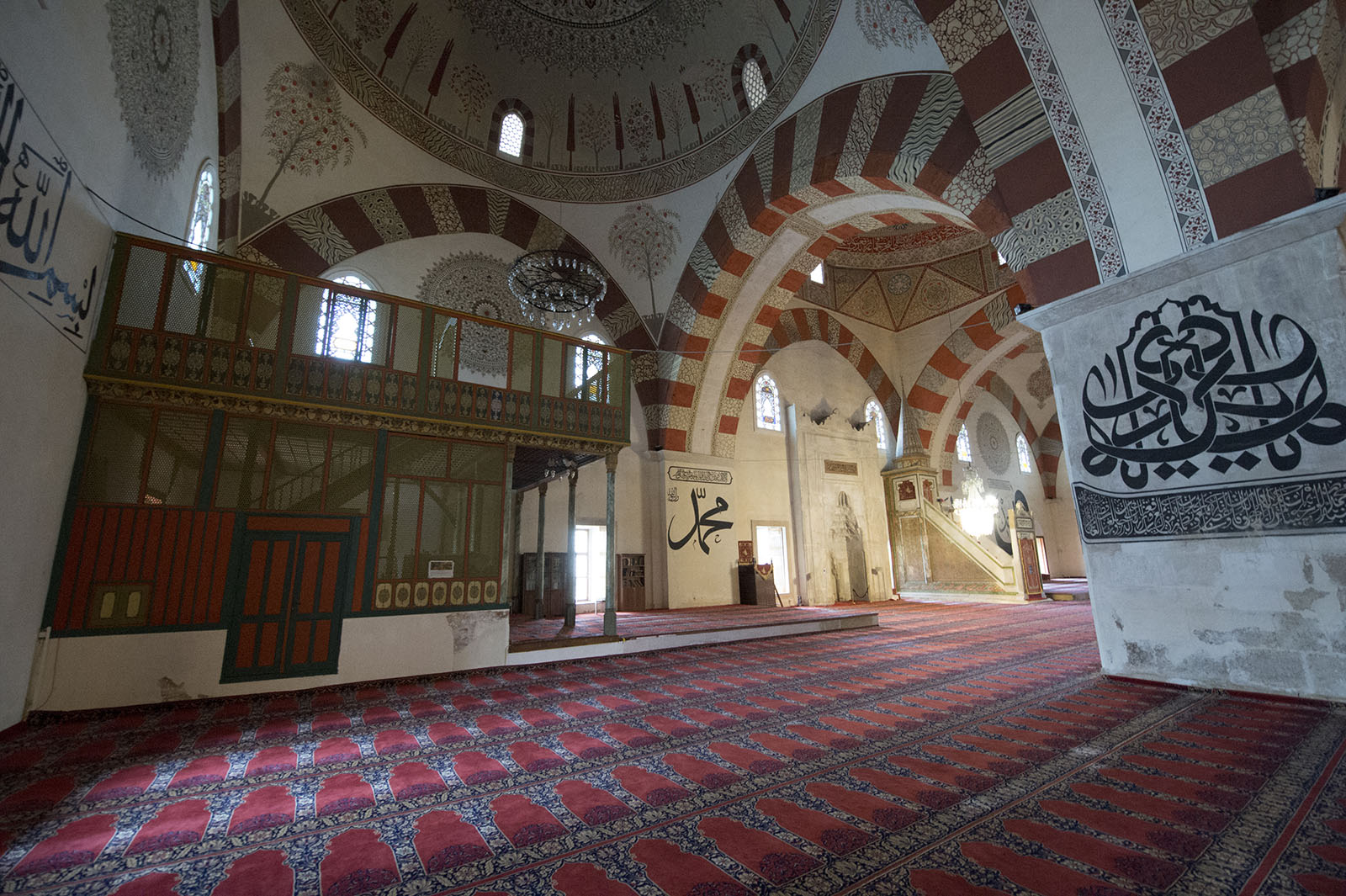
Старая мечеть Эдирне
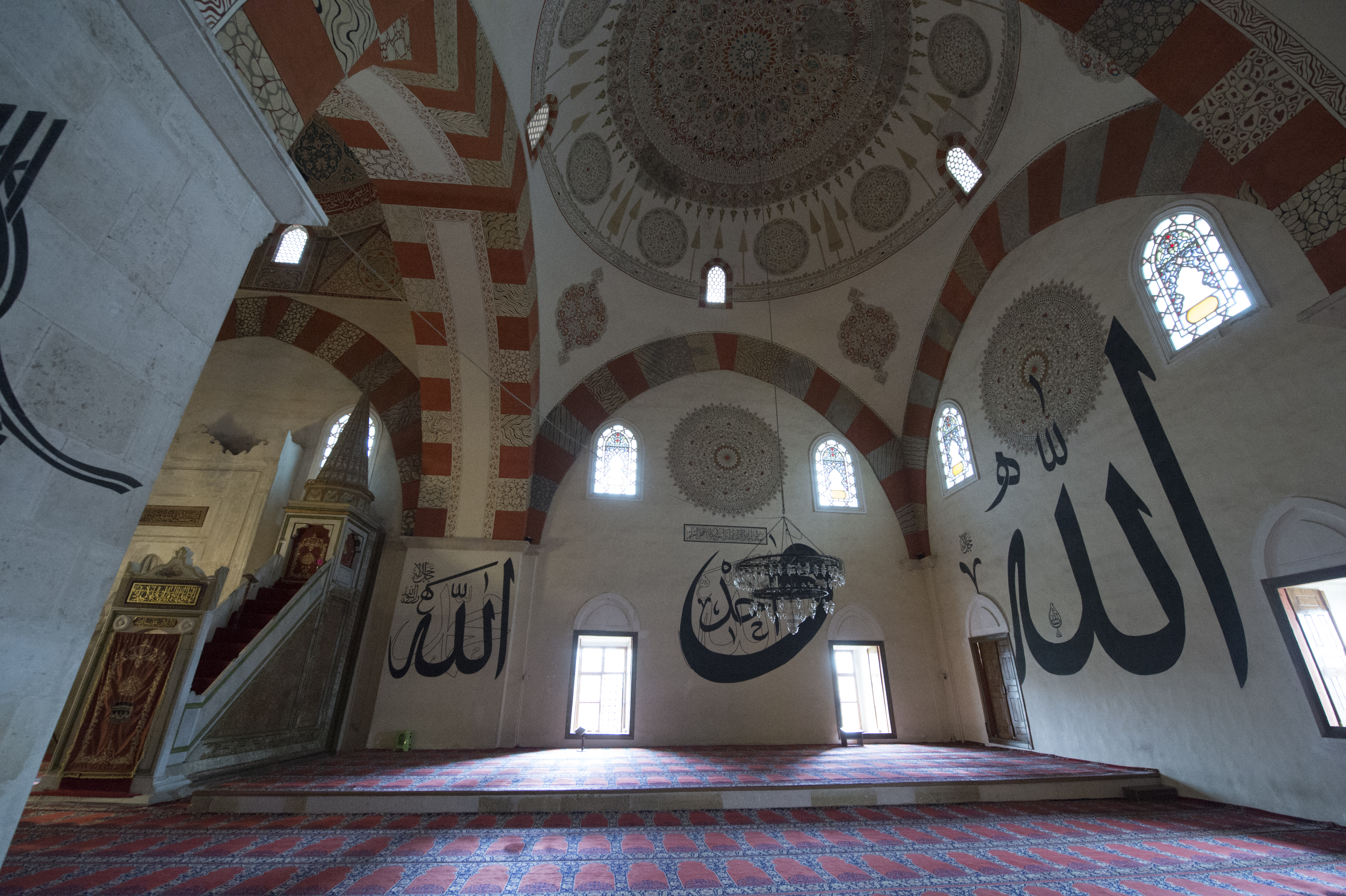
Старая мечеть Эдирне, март 2017
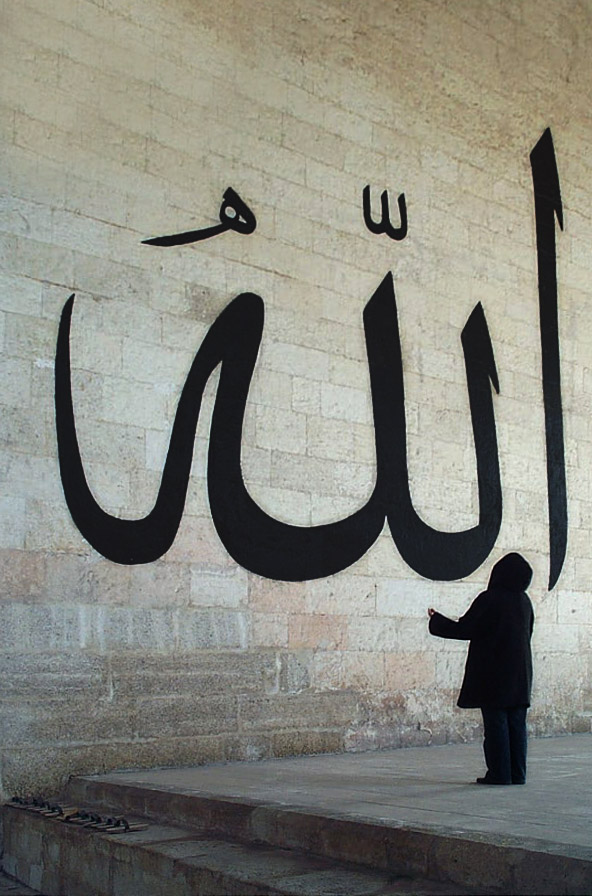
Фресковая каллиграфия на внешней стене: «Аллах»
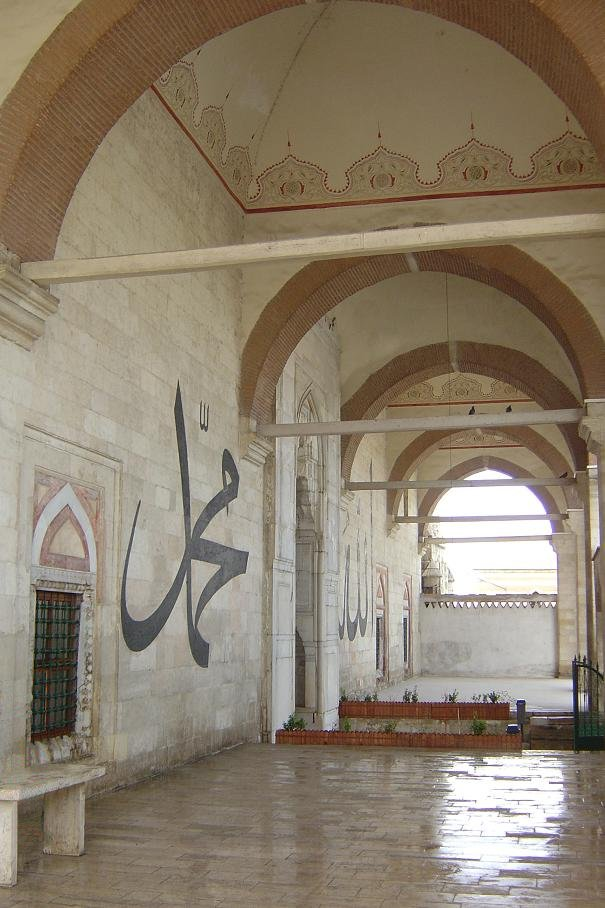
Фресковая каллиграфия на внешней стене: «Мухаммед»